# 竹坪铺乡
竹坪铺乡，是中华人民共和国湖南省怀化市芷江侗族自治县下辖的一个乡镇级行政单位。

## 行政区划
竹坪铺乡下辖以下地区：
蜈蚣坡村、竹坪铺村、五里牌村、畅风坳村、蚂蝗塘村、炉坪村、傍竹溪村、苗溪村和沙湾村。